# Jack Mangalie
Jack Mangalie (Paramaribo, 1978) is een Nederlands voetbalkeeper, keepertrainer en assistent-bondscoach. Hij keepte voor de jongerenteams van sc Heerenveen en speelde in de eredivisie van het zaalvoetbal. Hij is keepertrainer en voor Almere City en Ajax, en daarbij assistent-coach voor het Surinaams voetbalelftal.

## Biografie
Jack Mangalie is de jongste van drie broers, die allemaal zijn gaan voetballen. Hij is geboren in Paramaribo en vertrok op 12-jarige leeftijd naar Nederland.

### Heerenveen
Hij groeide op in Heerenveen. Hij is lang en was ook goed in basket- en handbal. Hij wilde van jongs af keeper worden en trainde bij sc Heerenveen. Op zijn vijftiende trainde hij met de selectie van U19 en vanaf zijn negentiende van U23. Op het veld bereikte hij als keeper de Friese selectie. In de zaal keepte hij op eredivisieniveau.
Thuis fungeerde het gezin in de jaren 1990 als een soort opvanghuis voor voetballers van Surinaamse en Antilliaanse komaf, zoals Marc van Eijk en Romano Denneboom.

### Almere
Ondertussen rondde hij zijn hbo-opleiding af. Hij verhuisde op zijn 28e naar Almere toen hij daar een baan in de financiële wereld vond. Later, toen hij eenmaal fulltime werkte als keepertrainer, zegde hij zijn baan bij De Nederlandsche Bank op.
Hij keepte bij de hoofdklasser FC Omniworld en trad daar in 2008 aan als jeugdtrainer. Hij groeide uit tot de keepertrainer van de gehele jeugdafdeling. Daarnaast viel hij in als assistent-trainer van Jong Almere City en het eerste elftal. De club maakte in 2018 haar debuut als Almere City FC in de Eerste Divisie. De jeugd van Almere City promoveerde in 2019 naar de eredivisie.

### Ajax
Daarnaast is hij sinds 2012 jeugdtrainer voor AFC Ajax. Bij het ontbreken van een keepersacademie, zetten hij en Khalid Benlahsen (later Feyenoord) deze zelf op.

### Surinaams voetbalelftal
In 2015 trad hij daarnaast voor het eerst aan als keepertrainer voor het Surinaamse voetbalelftal. Hij bleef aanvankelijk anderhalf jaar actief voor de nationale elf. Hij keerde daar in 2018 terug als keeper-trainer en assistent-trainer van bondscoach Dean Gorré. Door de invoering van het sportpaspoort, voegden zich bij die selectie bijna tien Surinaamse Nederlanders. Hij trainde de keepers tijdens de eerste kwalificatie ooit van Suriname voor de CONCACAF Gold Cup en tijdens de kwalificatieronde van Suriname voor het wereldkampioenschap voetbal.
Voor sportzaken is hij daarbij sinds 2021 actief voor de Surinaamse diaspora als bestuurslid van Diaspora Suriname Internationaal.